# ヴィッチーカタラン
ヴィッチーカタラン、ビッチー・カタラン、ヴィッチー・カタラン（Vichy Catalan）はスペインのミネラルウォーター。採水地はバルセロナ近郊のカルデス・デ・マラベーリャ（ジローナ県）。2013年の報道によれば、スペイン国内の炭酸入りミネラルウォーターのシェアの40パーセントを占める。
1881年、Modest Furest Roca博士がこの地の水源が健康に良いとして、販売することを企画した。1889年に薬効をうたって薬局で販売を開始、1900年に株式会社ビッチー・カタラン (S.A.Vichy Catalan) を創立した。1992年のバルセロナオリンピックにおいては公式ウォーターとして選定された。2012年からは従来のガラス瓶パッケージだけではなく、自動販売機でも扱いやすい缶入りタイプを発売している。製造会社は2015年に Vichy Catalán Corporation として社名変更して現在にいたる。
自然保護区の温泉水を採水したもので、スペイン王室御用達である。ラベルはカタルーニャのアートをイメージさせるものが採用されている。成分の特徴としては重炭酸塩とサルフェートを多く含むことが挙げられ、「美容と健康に優れたメディカルウォーター」などと評される。若干の塩味が感じられる。

## 成分表
リットルあたりの成分を挙げる（単位はmg/L）。
- 重炭酸塩 - 2081
- ナトリウム - 1097
- カリウム - 50.7
- サルフェート - 49.6
- カルシウム - 28.8
- マグネシウム - 2.5

pHは6.26。硬度は82.25mg/L。